# (271) Пентесилея
(271) Пентесилея (др.-греч. Πενθεσίλεια) — крупный астероид главного пояса. Он был обнаружен 13 октября 1887 года русским астрономом немецкого происхождения Виктором Кнорре в Берлинской обсерватории и назван в честь Пентесилеи, царицы амазонок в древнегреческой мифологии, убитой в троянской войне. 

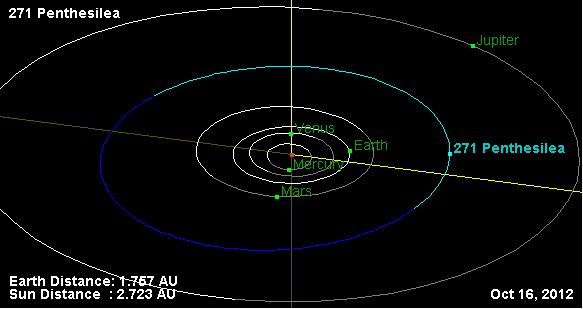
Орбита астероида Пентесилея и его положение в Солнечной системе